# Skørbug
Skørbug er en sygdom der skyldes mangel på C-vitamin (L-askorbinsyre). Sygdommen medfører hudblødninger, opsvulmen og blødning i tandkødet og på knoglernes yderside, appetitløshed, vægttab og træthed. Dette kan også medføre, at tænderne begynder at falde ud.
Sygdommen udvikles efter 4-7 måneder på ensidig kost. Navajoindianere er specielt følsomme.
For C-vitamin er ADT for tiden 60 mg, men 5 mg skulle være nok til at undgå skørbug[kilde mangler]. 
Jens Munk, en dansk-norsk sørejsende, oplevede under sin opdagelsesrejse i 1619 til Hudson Bay, hvad det vil sige, at en hel besætning får skørbug. Af hans besætning på 64 mand, overlevede kun tre med ham selv. I sin dagbog har han udførlige beskrivelser af sygdommen.
I 1741 døde Vitus Bering og halvdelen af hans besætning af skørbug under deres ekspedition til Kamtjatka.